# Bill Shuster
William Shuster (ur. 10 stycznia 1961) – amerykański polityk, członek Partii Republikańskiej. W latach 2001–2019 roku był przedstawicielem dziewiątego okręgu wyborczego w stanie Pensylwania w Izbie Reprezentantów Stanów Zjednoczonych.
W latach 1972–2001 jego ojciec Bud Shuster był reprezentantem z 9. okręgu. W lutym 2001 zrezygnował z mandatu z powodów zdrowotnych, a Bill w majowych wyborach uzupełniających (special election) zdobył jego mandat.